# Отношения между Беларус и Русия
Отношенията между Беларус и Русия обхваща политическите и икономическите отношения между Беларус и Русия след разпадането на Съветския съюз.

## История и характеристики на политическия режим в Беларус
Според много изследователи политическата система в Беларус наложена от президента Александър Лукашенко не е чиста диктатура, а е по-скоро хибридна разновидност между полудемократично управление и тоталитарен режим. Някои дори определят режима като изборна диктатура. Други изследователи го определят като комбинация между авторитаризъм и султанизъм. След резките промени в рамките на СССР и неговия последвал разпад беларуското общество не беше готово да приеме демократическите промени както и да установи своята етническа идентичност. На фона на общата криза харизматичната фигура на Лукашенко умело използва ситуацията в страната за да наложи своя авторитарен едноличен режим на управление. На практика през 1994 г. Лукашенко осъществява антиноменклатурна, антидемократична и консервативно-популистка революция. Режимът на Лукашенко представлява персонална авторитарна диктатура, която е наложена от него поради слабостта на ръководния постсъветски елит в републиката. Президентската вертикала на властта на Лукашенко е подчинила не само всички парламентарни, правителствени и съдебни институции, но и местната администрация и неправителствените организации. Средствата за масова информация, радиото и телевизията се намират под тоталния контрол на режима и представителите на различни мнения и дисидентите се преследват безкомпромисно с цялата сила на репресивния режим. Основна форма за легитимация на персоналния режим на Лукашенко си остава вярата в харизмата на великия ръководител. На практика режимът на Лукашенко се установява под лозунга за борба с корупцията и не е идеологизиран. В общественото съзнание се натрапват антидемократични и антизападни настроения. Беларус се представя като форпост на панславизма и православието. Друга особеност на режима на Лукашенко е, че той не се опира на управляваща партия като инструмент за мобилизация на тотална подкрепа. Това обаче се компенсира от хипертрофираните специални и полицейски служби, които държат под тотален контрол населението. През последните години режимът в Беларус става все по-консервативен и работи в полза на социалния популизъм с антиелитарни характеристики. До голяма степен икономическите успехи на режима се дължат и на значителната подкрепа от страна на Русия. Лукашенко е типичен пример на олицетворение на държавния патернализъм, който обхвана повечето бивши съветски републики след началото на промените. Конкретно за Беларус е характерен социалния, а не националния характер на местния популизъм.

## Държавно устройство на Беларус
На 27.07.1990 г. парламентът приема Декларация за държавния суверенитет. На 19.09.1991 г. е приета нова Конституция, с която Беларуската съветска социалистическа република (БССР) е преименувана на Република Беларус. През декември 1991 г. президентите на Русия, Украйна и Беларус подписват Акт за денонсиране на Съюзния договор от 1922 г., с което СССР престава да съществува. Беларус става независима суверенна държава със собствени държавни институции.

## Икономика на Беларус и ролята на Русия
Беларус се класифицира като държава със средни доходи. След дълбока рецесия през 2015 – 2016 г., икономиката се възстанови, като ръстът на реалния БВП през 2018 г. достигна 3,0%. Въпреки това с намаляването на икономическата подкрепа от страна на Русия, темповете на икономически растеж на Беларус започнаха значително да се понижават и през първите пет месеца на 2019 г. ръстът на БВП е едва 1%. В плана на Министерството на икономиката е заложено до 2025 г. преките чуждестранни инвестиции да достигнат 3 милиарда щатски долара годишно. За тази цел беларуската икономика ще разчита най-вече на инвестиции от Китай, който в бъдеще ще се превърне в третия по големина инвеститор в страната, след ЕС и Русия. Според анализаторите, сред някои от структурните недостатъци на беларуската икономика са: продължаващото обезценяване на руската рубла, влошаването на търговския баланс, заради неуредените спорове с Русия, неефективността на държавните предприятия, ниските цени на нефта неефективния механизъм за ценообразуване. Високата зависимост от Русия, както по отношение на износа, така и по отношение на финансирането, е също един от ключовите рискови фактори, влияещи върху уязвимостта на беларуската икономика. ЕС е 2-рият основен търговски партньор на Беларус, с почти 1/3 дял от общата търговия на страната. Русия остава най-важният търговски партньор на Беларус и заема почти половината от международната ѝ търговия (49,2%). Другите по-големи търговски партньори на Беларус са Украйна 7,3% и Китай 6%.

## Външна политика на Беларус и ролята на Русия
Беларус следва многовекторна външна политика, която има за цел да развива сътрудничеството с чуждестранни партньори от цял свят и да засили международната сигурност и стабилност. През 2018 г., запазвайки ангажимента си за стратегическо партньорство с Руската федерация, Беларус продължи да изгражда конструктивен диалог с Европейския съюз, неговите държави членки и други западни държави, като например САЩ, Турция и др. В последните години президентът на Беларус все по-активно призовава за възобновяване на широкия диалог за укрепване на международната сигурност чрез нов Хелзинкски процес, в основата на който е стартирането на нов глобален процес на изграждане на мир, подобен на процеса от Хелзинки през 70-те години на 20. век. Някои наблюдатели смятат, че това е опит от страна на Минск да се възползва от новоприетата си роля на „донор на сигурността в региона“.
В периода 2013 – 2023 година Беларус изгражда с руско оборудване първата атомна електроцентрала в страната – Беларуската АЕЦ край Островец.
Въпреки напрежението и проблемите с Русия през изминалата година, Беларус продължава да бъде най-близкият ѝ съюзник в постсъветското пространство, най-вече предвид икономическата си зависимост от нея. Русия и Беларус поддържат тясно военно сътрудничество чрез Организацията на Договора за колективна сигурност и на двустранно равнище. Русия притежава два военни „обекта“ на територията на Беларус: радар за ранно предупреждение при Хантсавичи (Брестка област) и военен комуникационен център близо до Минск. През 2013 г. Русия предложи на Минск създаването на руска военновъздушна база в Могилевска област, но Лукашенко заяви, че страната е в състояние да се защитава и сама. Двете страни организират ежегодно съвместни военни учения. В последно време в диалога с Русия доминира въпросът за по-дълбоката интеграция в Съюзната държава, възникнал вследствие от ожесточаването през 2018 г. на спора за цените на енергоресурсите за Беларус. По същество спорът възникна след обявяването от страна на Русия на идеята за въвеждане на нова данъчна политика, т.нар. данъчна маневра, реализирането на която може да коства загуби на Беларус за около 300 млн. долара годишно или близо 2 млрд. долара до 2024 г. Руската страна обвърза отстъпките за по-ниски цени, с действия от страна на Беларус по взимането на „фундаментални решения за по-нататъшна интеграция на Беларус в рамките на Съюзната държава“. Президентът Лукашенко, при различни поводи, подчертава, че това може да се случи само ако Русия и Беларус бъдат поставени на равни основи. Установяването на работни групи и личните срещи между двамата президенти бяха лансирани пред обществото като средство за ефективно разрешаване на възникналите проблеми. В началото на годината, като допълнение към работните групи за преговори по цената на енергоресурсите, бяха създадени и такива, отговорни за разглеждане и оценка на правното законодателство на Съюзната държава, които следва да изготвят препоръки за осъществяването на по-тясната интеграция. Намеренията на двете страни са до 8 декември, когато ще се бъде отбелязана 20-ата годишнина на съюза, да бъдат разрешени всички спорни въпроси, които спъват интеграцията, включително цената на руския газ за Беларус. Изготвена е програмата за действие по реализацията на Съюзния договор, която трябваше да бъде парафирана до края на септември. Програмата, съдържаща 66 пункта във всички сфери на икономиката и социалните въпроси, е насочена към по-нататъшно задълбочаване на интеграцията с Руската федерация на принципа „две страни-един пазар“. Въз основа на програмата са разработени 31 пътни карти, които ще съдържат списък от мерки за създаване на общ пазар. Въпреки активната работа до този момент, на 13 ноември министър-председателят Сергей Румас отбеляза, че пътните карти с РФ ще бъдат подписани, само ако бъдат отчетени интересите на Беларус. По неговите думи, най-сложната от тях е унифицирането на данъчното законодателство на двете страни тази за такова кратко време. Президентът Александър Лукашенко, след като гласува на изборите на 17 ноември, отговаряйки на въпроси на журналисти, заяви, че няма да бъде подписан нито един от документите за задълбочаване на интеграцията с Русия, ако той противоречи на беларуската Конституция и на фундаменталните принципи на живот на беларуското общество – суверенитета и независимостта на държавата. Напомнил е думите на министър-председателя от преди няколко дни, че имат изработена позиция и ако не бъдат решени поставен от беларуска страна принципиални въпроси (по доставките на въглеводороди, снемане на бариерите и др.) никакви пътни карти не могат да бъдат подписани. В рамките на периода 18 – 21 ноември в Москва и Санкт Петербург бяха проведени: ежегодното съвместно заседание на външните ведомства на двете страни, преминало под ръководството на министрите на външните работи на Беларус и Русия Владимир Макей и Сергей Лавров (18.11. в Москва); заседание на Съвета на министрите на Съюзната държава, председателствано от министър-председателите Румас и Медведев, по време на което са проведени над 7 часови двустранни преговори и са договорени двадесет от тридесет и едната пътни карти (19.11, в Москва) и сесия на Парламентарното събрание на Съюзната държава, в която е взела участие беларуска делегация, водена от председателя на Палатата на представителите на Националното събрание на Република Беларус Андрей Андрейченко. На сесията е бил приет бюджетът на Съюзната държава за 2020 г., който възлиза на 5 млрд. 521,5 млн. руски рубли (21.11. в Санкт Петербург).
Китай е третият най-голям търговски партньор на Беларус след Русия и Украйна. Обемът на двустранната търговия през 2018 г. е бил 3.5 млрд. щ. д. Беларус продължава да бъде активен член на Евразийския икономически съюз (ЕАИС) и е един от най-твърдите му поддръжници, въпреки критиките през последните години. По отношение на Украйна Беларус провежда балансирана политика. Официално не заема страна по кризата и не се е присъединила към руските санкции срещу Украйна и ЕС. Беларус продължава да играе конструктивна роля в региона в рамките на кризата във и около Украйна, като организира кръгове от международни преговори за прекратяване на огъня. Минск също е домакин на редовни срещи на Тристранната (Русия – ОССЕ – Украйна) контактна група и нейните четири работни групи (повече от 20 заседания през 2018 г.). Освен това Беларус прие близо 200 хил. бежанци от Украйна.

## Икономическо сътрудничество
Русия е основен партньор на Беларус в икономическата и политическата сфера. Русия и други бивши съветски републики са от изключителна важност за Беларус, от гледна точка на външнотърговския пазар и са основен източник на суровини. Според експерти, значителният икономически растеж на Беларус, през периода 2004 – 2006 г. е до голяма степен свързан с нейните особени взаимоотношения с Русия.
Социалната и икономическата стабилност се дължат на достъпа до руския пазар и получаването на енергийни ресурси на вътрешни руски цени. В същото време икономиката на Беларус е запазила стопанските си връзки с руски предприятия и значителния износ на промишлени стоки за Русия. Към Русия, в частност, постъпват 60 – 70% от общия износ на транспортни средства, машини и оборудване от Беларус. През 2006 г. за Русия са изнесени $6,85 млрд. от $19,74 млрд. общ беларуски износ.
До края на 2006 г. Беларус има възможност да купува нефт от Русия на вътрешни руски цени и да експортира нефтената си продукция на международни цени, което и дава възможност не само да задоволява вътрешните нужди на страната от нефтопродукти, но и да получава значителни приходи. Разходите по газоснабдяването частично се компенсират за сметка на реекспорта на руски газ. В тази ситуация Беларус не губи, а точно обратното – печели, поради покачването на световните цени на енергийните носители.
Практически цялата беларуска енергетика, а също така химическа промишленост и производство на торове, зависят от руския газ, който Беларус получава на по-ниски цени. Разликата между цената на закупуване и продажната цена за промишлени потребители се начислява към държавния бюджет, позволявайки да се осъществяват различни държавни и социални програми.

## Военно сътрудничество
В Беларус има 2 военни бази на руските въоръжени сили:
1. Радарът „Волга“ (Барановичи,
52°51′27″ с. ш. 26°28′55″ и. д. / 52.8575° с. ш. 26.481944° и. д. – част от противовъздушната система за предупреждаване от ракетно нападение. В бойна готовност от 1 октомври 2003 година. Дециметровят диапазон на установката позволява да се проследяват изстрелванията на Междуконтинентални балистични ракети (МБР), идващи от северозападно ракетоопасно направление. Съгласно подписаните съглашения от 6 януари 1995 година, цялото недвижимо имущество и заеманите земеделски участъци от радар „Волга“ и неговата прилежаща инфраструктура, са предадени на руската страна за срок на ползване от 25 години (до 2020 година)
2. 43 възел връзка на Военноморските сили (Вилейка,
54°27′50″ с. ш. 26°46′40″ и. д. / 54.463889° с. ш. 26.777778° и. д.) – осигурява радиовръзка на свръхдълги честоти между Генералния щаб на руските ВМС с атомните лодки, провеждащи бойно дежурство в районите между Атлантическия, Индийския и Тихия океан.

## Хронология

### 1991 – 1996
За начало на международните отношения между Русия и Беларус, като независими държави, може да се счита подписването на Белове́жкото споразумение и формирането на ОНД – Общност на независимите държави след разпадането на Съветския съюз през 1991 година. На 13 ноември 1992 г. е подписано Споразумение за свободни търговски отношения.
Беларуско-руската интеграция в много отношения е от полза както за Русия, така и за Беларус. Многовековното съседство на братските славянски народи с общи исторически корени насърчава развитието на взаимно проникване на националната икономика и култура. Около 10% от населението на Беларус са руснаци или деца от смесени бракове. Скъсването със стопанските връзки оказва много болезнено влияние върху благосъстоянието на народа – особено в Беларус, която, на практика, не разполага със собствени енергийни ресурси и е обвързана с вътрешносъюзния пазар.
Геополитическото и военно-стратегическо значение на Беларус, като партньор на Русия, е обусловено от благоприятното географско положение между Русия и Западна Европа. Съюзът с Беларус позволява на Русия да пести значителни средства, необходими за създаването на система за военно-стратегическо възпиране на западната граница на Русия, тъй като беларуските съоръжения за ПВО осигуряват безопасността, както на цялото въздушно пространство на Беларус, така и на европейската част на Русия – особено в случаите, когато подобни съоръжения в Латвия и Украйна са, или унищожени, или затворени за руските военни части. Русия от своя страна представлява един огромен пазар за продукцията от промишлено и селскостопанско производство на Беларус и също така е доставчик на енергийни ресурси, необходими за страната.
Потенциалният съюз между двете източно-славянски страни съвсем не се счита като благоприятна геополитическа промяна от най-близките им съседи и страните от Западна Европа, в по-широк план – от членовете на Европейския съюз, НАТО, САЩ. Като цяло за западно-европейски политици е характерна позицията за нежелателно укрепване на процеса на интеграция около Русия.
В Беларус, срещу обединяването с Русия в една държава, противостоят различни опозиционни групи, страхуващи се от русофикацията на беларуския народ и превръщането от независима Беларуска държава в руска провинция. Повечето от тези опозиционни групи не крият факта, че тяхното финансиране се осъществява от различни западно-европейски организации.
От друга страна, беларуското политическо ръководство използва идеята за обединяване на двете държави, като един вид политически инструмент в отношенията си както със самата Русия, така и със Запада.
Александър Лукашенко активно развива тази тема още по време на първия му президентски мандат през юли 1994 година. След като става държавен глава, той я използва за политически и икономически преговори с Москва.
На 6 януари 1995 г. е подписано споразумение за Митнически съюз, на 21 февруари 1995 г. – Договор за приятелство, добросъседство и сътрудничество в продължение на срок от 10 години.
На 2 април 1996 г. руският президент Борис Елцин и президентът на Беларус Александър Лукашенко подписват договор за създаване на Общество на Русия и Беларус. В този момент това е изгодно както за Елцин, на когото предстояли президентски избори след два месеца, така и за Лукашенко, който се надява да стане глава на федерална държава.

### 1997 – 1999
Скоро става ясно, обаче, че всяка страна иска да получи собствена изгода от това сдружение. При изготвянето на договора за съюзничество, Москва настоява за ускоряване на приватизацията на беларуските предприятия и демократизиране на политическия живот в страната. Минск на свой ред изисква придобиването на върховната законодателна и изпълнителна власт на новия съюз с правото да взема решения, които да са задължителни и за двете държави.
Борис Елцин, не разполагайки с пълната подкрепа на Държавната Дума, отказва да подпише беларуския вариант на договора за съюз. Документът, който бил подписан на 2 април 1997 г. – нов договор за преобразуването на Съобщество в рамките на Съюз – не съдържа конкретни ангажименти. Това позволява на Александър Лукашенко да обвини руското правителство, че не е готово да обединят двете държави.
Отношенията между Москва и Минск се влошават. През лятото на 1997 г. избухва политически скандал, който започва с арестуването на руски журналисти в Беларус по обвинения в незаконно преминаване през беларуско-литовската граница. За да се осигури тяхното освобождаване, Русия прибягва до политически и икономически лидери, които под свой или чужд натиск се оттеглят от активния политически живот.
На 25 декември 1998 г. са подписани Декларация за по нататъшното обединение на Русия и Беларус (което предполага въвеждането на единна валута), договор за равни права на гражданите и Споразумение за създаването на равни условия за стопанските субекти. Договорът за създаване на Съюзна държава между Русия и Беларус най-накрая се подписва на 8 декември 1999 г., точно преди Елцин да напусне поста си. Страните се ангажират да засилят подготовката за единен Конституционен акт и да го предоставят за обществено обсъждане. Договорът влиза в сила на 26 януари 2000 година. През януари 2000 г. за държавен секретар на Съюза е избран Павел Бородин.

### 2000 – 2005
Смяната на висшето политическо ръководство в Русия довежда до поредното сдържане на процеса на интеграция. Владимир Путин дълго време следи партньора си, докато през 2002 г. президентът на Беларус не представя нова инициатива, съгласно която президентите на Съюзните държави могат да управляват един след друг. Първоначално Путин категорично отхвърля идеята (посочва, че връщането към СССР няма да стане), а през август 2002 г., предлага своя план за действие – през май 2003 г. да се проведе референдум за конституцията на Съюза, и шест месеца по-късно, едновременно с руските парламентарни избори, да се проведат избори за парламент и президент на Съюза.
Путин предлага да се вземе предвид икономическата тежест и численото населението като участник в изборите при формирането на ръководните органи на Съюзната държава. На Александър Лукашенко практически му е предложен вариант за влизане на Беларус в състава на Русия, а на него – длъжност на пълномощен представител на президента на Руската Федерация в Беларус. В отговор на това Лукашенко обвинява Путин, че се опитва да превърне Беларус в „90-ата област на Федерацията“. „Дори Ленин и Сталин не са се сетили да разкъсат Беларус и да я включат в състава на СССР“.
Периодичната размяна на хапливи забележки между двамата лидери продължава дълго време. При това реалните процеси на интеграция се отлагат постоянно. Така през октомври 2003 г., Александър Лукашенко заявява, че въвеждането на единна валута няма смисъл. Това означавало отмяна на прехода към единна валута за Русия и Беларус – руската рубла, планирано за 1 януари 2005 година.
Не се решава и въпросът за създаване на съвместен газотранспортен консорциум. Износът на руски газ преминава през територията на Беларус по две газотранспортни системи: газотръбопрободът – Ямал-Европа, който е изцяло собственост на Газпром, минаващ по земя, взета за дългосрочна аренда, и система за транспорт на газ Белтрансгаз. Газпром не за първа година води преговори с Беларус за придобиването на 50% дял от акциите на системата, но без резултат. От време на време Русия използва Газпром за оказване на натиск върху Беларус. Още през април 2002 г. Газпром се договаря за достака на газ за Беларус на цена от $29 за 1000 куб. м в замяна на създаването на съвместно предприятие на базата на Белтрансгаз до юни 2003 г. Такова предприятие така и не се създава, защото страните не успяват да се споразумеят за цената (Газпром оценява компанията на $600 млн., а Минск – $5 млрд.). Тогава Газпром обявява увеличение на цената през 2004 г. на $50. По време на преговорите, Русия три пъти спира доставките на газ, след което президента Александър Лукашенко обвинява Русия в шантаж, заплашва да се развалят всички договори с нея и иска от неговото правителството да подпише договор „на условията на Путин“. Беларус не е пострадала особено, тъй като тя просто е присвоявала за вътрешните си нужди газта, която била предназначена за Калининградска област, за Латвия и Полша.
Александър Лукашенко от своя страна прави изявления за желанието си да се откъсне от Русия и да започне сътрудничество със Запада. Въпреки това, западните политици не са склонни да прибегнат до каквото и да е сътрудничество с него, особено след 17 октомври 2004 г. когато се провежда международен референдум, в резултат на който от Конституцията на страната е премахнато ограничението на президентството за два мандата. Това позволява на Лукашенко отново да се кандидатира на президентските избори през 2006 година.
След като Беларус се оказва в международна изолация, Александър Лукашенко засилва мерките за укрепване на сътрудничеството с Русия. Това довежда до серия от „цветни революции“ в бившите съветски територии, както и до обединение срещу „недемократичния“ Беларус от ръководители на бившите съветски републики – Украйна, Молдова, Грузия и Азербайджан – в рамките на ГУАМ.
През октомври 2004 г. Русия осъжда въвеждането на американски икономически санкции срещу Беарусия, като посочва: „Ние не подкрепяме използването на инструменти като санкции по принцип. Санкции трябва да се прилагат целенасочено без да се засягат интересите на населението“ (МВнР РФ Сергей Лавров).
През март 2005 г. Газпром отново заявява повишаване на тарифите, но по разпореждане на Владимир Путин те остават непроменени и през 2006 г., докато цените за всички други потребители на руския газ били вдигнати.
През октомври 2005 г. председателят на Държавната Дума Борис Гризлов обявява, че на 15 ноември 2005 проекта на Конституционния акт на Съюзната държава на Русия и Беларус, след няколкогодишно обсъждане от различни работни групи, ще бъде представен за разглеждане на Висшия съвет на Съюзната държава (включващ президентите и вице-премиерите на двете страни), след което ще бъде подложен за референдум. Това не се случва.

### 2006
През 2005 г. Александър Лукашенко най-често посещава Русия и се среща с Владимир Путин от всички други ръководни представители на страните от ОНД. Въпреки това подписването на Конституционния акт на Съюзната държава между Русия и Беларус така и не се случва. Преговорите за единната валута са в задънена улица. Александър Лукашенко оценява годишните преки разходи за въвеждането на единна валута в Беларус на $1,8 милиарда и иска те да бъдат компенсирани.
През пролетта на 2006 г. в Беларус се провеждат президентски избори, в резултат на които президента Александър Лукашенко е преизбран на поста си. Според последните му изявления по време на пресконференция с представители на украинските средства за масова информация, той бил принуден да „фалшифицира“ резултатите от изборите – публикувайки по-малък брой гласове, отколкото той действително е получил. По негови думи той бил подкрепен от 93,5% от избирателите. По думите на Лукашенко, той разпоредил на Централната избирателна комисия да занижат показателите на електоралната поддръжка с 10%. Веднага след края на изборите Газпром обявява рязко покачване на цените за руски газ за Беларус. В договора от 2007 г. е предложена цена на газа от $200 за хиляда куб. метра.
В средата на 2006 година Русия окончателно излиза от междуправителствените съглашения от 2002 г. В края на август 2006 МВР на Русия обръща внимание на Беларус, че Русия едностранно прекратява изпълнението на задълженията си от пакетни съглашения за доставката на газ за Беларус на вътрешноруски цени, тъй като въпросът за предаването на 50% акции от Белтрансгаз на Газпром така и не бил решен, Срокът на съглашението изтича през април 2007 г.
На 29 септември Александър Лукашенко дава пресконференция за представителите на не руските регионални информационни масмедии. На нея се разглеждат темите за строителството на Съюзната държава, за цените на газа за Беларус и други. По-долу са приведени примери на някои от изявленията на Лукашенко.
| „ | Настъпва важен момент за Руската федерация – през декември ще има парламентарни избори, а след това – президентски избори, и аз много се страхувам, че този период от почти три години, може да възпрепятства приемането на сериозни, до известна степен, радикални решения между беларуси и руснаци. Именно от това много ме е срах. В крайна сметка, винаги така е било в историята – ту в България политически събития, ту у вас политически събития, които не позволяват внезапни промени нито в политиката, нито в дипломацията. И мислите ли (неприемливото встъпване на Беларус в състава на Русия) че не го разбират онези, които предлагат такова нещо в Русия? Разбират. Мисля, че предлагат неприемливи решения за да ме обвиняват, че „той“ не иска. Да, аз не искам да съм първият и последният президент на Беларус. И нека вторият президент да се осмели тогава и да присъедини страната ни към състава на някоя друга, дори и към братска Русия. Не е необходимо. И това никога няма да стане. Никога! Днес сме в състояние да намерим решение в рамките на Съюза. Основен принцип на Съюза – е равенството. Това не означава, че всичко трябва да се обедини и по равно да се раздели. Често казвам, че ако всичко се обедини, ако разделим всички тези богатства, то още утре ще се удавим. Няма да се справим и с половината богатство. Това не е необходимо. Принципът на равенството не се състои в това. Принципът на равенството се състои в равни права за нашите граждани. Приехме такова решение. Русия не е ратифицирала тези споразумения – за унифицирано здравеопазване, общо образование, придвижване. Купуваш къща тук, и ние сме в Москва – преди всичко свободата трябва да се състои това. Не трябва да има никакви граници. Единни правила, единно законодателство. Ние сме готови за това. Но защо Беларус трябва да става част от Русия и, както някои определят, област или нова провинция? Ние никога не сме се съгласявали с това и няма да се съгласим. | “ |

По отношение на повишаването цените на газа от Газпром, Александър Лукашенко заяви:
| „ | Мисля, че все пак трябва да се подпише договор. Така че все до някакво споразумение ще стигнем … Разбира се, ще настояваме на нашето. Тъй като увеличението на цената на газа до такава степен – това води до скъсване на всички взаимоотношения. От гледна точка на икономиката – със сигурност. Е, тогава за какво може да се говори, ако МТ ще консумират газ на $250 например или $200, а във Волгоград обикновен завод за трактори по $30. Ами каква е тук конкуренцията и равни условия? Въпросът е, разберете, не в това да се купува по-евтин газ. Ние не сме против. Нека да вземем $500. Но $500 за цялото икономическо пространство, тоест да има равни условия. Въпросът не е в стойността, а в равните условия. Заради този 1 млрд. ние няма да умрем, но Вие ще загубите последната страна съюзник, просто ще се опозорите! | “ |

В началото на октомври Русия обявява възможно намаление от 30% на петролните доставки за рафинериите на Беларус под предлог мониторинг на петролопровода Дружба. По-рано подобна причина е била изтъквана за пълно прекратяване на руските доставки на петрол за Литва „Мажейкю нафта“. На 17 октомври на среща с президентът на Азербайджан Илхам Алиев, Александър Лукашенко обсъжда възможността за доставки на азербайджански петрол за Беларус.
В края на ноември възникна руско-беларуски скандал по време на среща на върха на ОНД в Минск. В знак на протест срещу отказа на властите на Беларус за предоставяне на акредитация на няколко руски журналисти, представители на вестник „Московский Комсомолец“ и „Комерсант“, руските журналисти напускат срещата, игнорирайки пресконференцията.
На 12 декември руското правителство взима решение, че „с цел да се защитят икономическите интереси на Русия“, от 1 януари 2007 доставките на руски петрол за Беларусия, както и в другите страни, трябвало да бъдат облагани с митнически задължения (износът на руски петрол за Беларус не се облага с мито от Споразумението за митнически съюз между двете държави от 12 май 1995 г.). По разчети на икономистите тази мярка ще доведе до загуба в бюджета на Беларус от $1,7 – 2 млрд. евро годишно. Споразумението за Митнически съюз предполага, че митата върху износа на нефтопродукти от Беларус, влизащи в беларуския бюджет ще се разпределят между бюджетите на двете страни. Въпреки това през изминалите годините от бюджета на Беларус никога не са прехвърляли каквито и да е част от митата към руския бюджет.
Няколко дни по-късно в Кремъл се провеждат преговори между Владимир Путин и Александър Лукашенко, във връзка със заседанието на Висшия държавен съвет между Русия и Беларус. По нито един от разискваните въпроси (въвеждането на мита върху износа на петрол, увеличението на цените на руските газови доставки и създаването на руско-беларуско съвместно предприятие на базата на Белтрансгаз) не се постига компромис. Президентът на Беларус обаче се отказва от традиционните резки коментари относно Русия.
Изпълнението на тези планове заплашва Беларус с икономическа рецесия и сериозни социални катаклизми. Във връзка с това беларуската опозиция изразява загриженост, че президентът Александър Лукашенко в тази ситуация ще бъде принуден да преразгледа своята негативна нагласа към по-нататъшната интеграция на двете страни. Един от нейните лидери – Александър Милинкевич – заявява, че Русия подготвя „крачка към привързване“ („шаги к аншлюсу“) с Беларус, суверенитета на Беларус се продава в замяна на запазването на режима на Александър Лукашенко.
На 19 декември 2006 г. посланикът на САЩ в Минск Карън Стюарт прави изненадващо изявление, че САЩ не признава резултатите от референдума за създаването на единна държава между Русия и Беларус. Това изявление е направено в отговор на речта на държавния секретар на Съюзната държава на Русия и Беларус Павел Бородин, който се изказва за провеждането на референдум във връзка с обединението на двете страни и добавя, че 2007 година ще бъде „от решаващо значение за изграждането на единна държава.“
По думите на американския посланик, предлаганият референдум би бил недемократичен: „Като се има предвид настоящата ситуация в Беларус, нито един референдум не може да се провежда така, че да ни убеди в това, че той е за свободното изразяване на волята на беларуския народ.“
Междувременно на 26 декември заместник-председателят на Газпром Александър Медведев заявява, че Газпром постепенно намалява изискуемата цена и е готов да доставя газ на Беларус само за $105, от които „реални пари“ Минск може да плати $75, а останалите – от акции на Белтрансгаз, въз основа на оценка на компанията от $5 милиарда евро (в крайна сметка Газпром иска да получи 50% от неговите акции). Но Беларус продължава да настоява за доставките на газ на цени за региона Смоленск (през 2007 г. – 54.2 щатски долара за 1000 куб. м).
На 27 декември Алексей Милер заплашва, че ще спре доставките на природен газ от 1 януари 2007 г., ако Беларус не се съгласи да купува газ на по-висока цена. Беларус е убедена, че Газпром няма да бъде в състояние да спре доставките на газ за Беларус, тъй като това ще застрашило транзита на газ за Европа, споразумение, което Беларус също така отказва да подпише.
„Това което се случва наподобява на пълномащабна икономическа война по всички направления“ – заявява по този повод Николай Чергинец, председател на комисията по външни работи, сигурност и отбрана на Съвета на Република Беларус. – „Но ние не възнамеряваме да се поддаваме на изнудване“.
Споразумението между Русия и Беларус за цените на природния газ през 2007 – 2011 се подписва само за 2 минути преди насъпването на Новата 2007 година. Установената цена на газа е 100 долара за хиляда кубически метра, транзитната тарифа – $1,45 за 1000 кубически метра на 100 километра. Условия за плащане на Газпром – 50% от акциите на Белтрансгаз – 2,5 млрд. щатски долара за период от четири години.

### 2007

#### Януари
Новата година обаче настъпва с нов скандал в беларуско-руските отношения.
На 1 януари Русия въвежда мита върху износа на петрол за Беларус ($180,7 за тон), като по този начин прави нерентабилни доставките на нефт за Беларус в рафинериите в Мозир и Новополоцк. Беларуският концерн Белнефтехим прекратява договорите с руски нефтени компании.
На 3 януари Александър Лукашенко обявява на Русия, в случай, че се въведе митото върху доставките на нефт, че ще се въведе такса за „всички услуги, които Русия получава от Беларус безплатно, като се започне с военните обекти и се свърши с транзита“. Министър-председателят на Беларус Сергей Сидорский докладва за въвеждането от 1 януари 2007 г. на транзитни такси за нефтопродуктите, които преминават през територията на страната в размер от $45 за тон.
На 6 януари директорът на компанията Транснефт – Семен Вайншток е призован в съда по обвинения в неизплатени такси към беларуските компании. На посланика на Беларус в Москва е връчена нота с предложение за незабавно отменяне на митата за транзитния нефт.
На 7 януари Транснефт самостоятелно прекратява доставките на суров петрол в тръбопровода Дружба.
На 8 януари са спрени петролните доставки за Словакия и Унгария по южния клон на тръбопровода Дружба. Германия, Полша и Чехия не получават петрол.
Ръководството на Европейската комисия прави специално изявление, че прекратяването на доставките на руски петрол за Европа през Беларус „не представлява непосредствена заплаха“ за енергетиката на страните от ЕС. Все пак спирането на доставките на петрол води до необходимостта ЕС да разгледа на експертно заседание на Координационната група за енергийни доставки „въпроса за енергийната сигурност на ЕС и да се определи възможността за получаване на допълнителни количества петрол чрез алтернативни канали“, на първо място – от Норвегия.
Говорителят на Държавния департамент на САЩ Шон Маккормак, коментира ситуацията в Беларус с въвеждането на мита върху петрола, като заявява, че „това е още едно доказателство за гнилата същност на политическия режим в Беларус“ (на английски: rotten core of this (Belarussian) regime), който се опитва да използва тези ресурси за да запази режима на Александър Лукашенко и за лично обогатяване. В същото време нефтогазовият конфликт между Русия и Беларус е поредното доказателство, че руските власти се опитват да използват енергийните си ресурси като средство за политическо влияние, особено по отношение на съседните страни" – казал той.
На 9 януари Владимир Путин нарежда на руското правителство да се създадат поредица от мерки по отношение на Беларус. Предполага се, че тези мерки ще включват въвеждането на такси за беларуските стоки, внасяни в Русия с нулева митническа ставка – захар (таксата вече е въведена), месо и производни, мляко и млечни продукти, телевизори и мебели. Трябва да се отбележи, че Русия е основен потребител на тези беларуски стоки за износ. Въвеждането на тези мерки се смекчават след влизането в сила на руския закон „За специални икономически мерки“.
На 10 януари след телефонен разговор между Владимир Путин и Александър Лукашенко, беларуското правителство обява премахването на таксите за транзита на петрол.
На 11 януари Транснефт възстановява напълно доставките по нефтопровода Дружба. Росселхознадзор обявява затягане на реда при вноса на животински продукти от Беларус. В Москва пристига министър-председателят на Беларус Сергей Сидорский.
На 12 януари Михаил Фрадков и Сергей Сидорский подписват споразумение „относно мерките за решаване на икономическото и търговско сътрудничество в областта на износа на петрол и петролни продукти.“ Руската такса за износ на петрол си остава, но е намалена от $180 на $53 за тон нефт (през 2007 г., с постепенно увеличаване през следващите години). Всъщност въвеждането на това мито означава разпределение на доходите между Русия и Беларус от реекспорта на нефт.
Заедно с това е постигнато и споразумение за запазване на безплатната аренда на земята от Русия под газопровода Ямал-Европа и нефтопровода Запад-Транснефтепродукт, като се запазват условията за руски военни обекти на територията на Беларус (станцията за телекомуникация Вилейка и радарът Барановичи). Подписано е споразумение за премахване на ограниченията за износ на Беларус за руските компании.
Беларуските петролни рафинерии заявяват, че с новите условия, няма да могат да работят поради големите загуби. От своя страна Александър Лукашенко подписва указ за отмяната на ДДС върху петролните продукти (3% от приходите) и намалява акциза с 60%.
Въпреки разрешаването на най-острите противоречия конфликтът остава неизчерпан. Според експерти, проследили резултатите от споразуменията постигнати от Русия, тя печели почти $1 млрд. през 2007 г. (при запазване цената на петрола), а Беларус губи 40% от приходите от износа на петрол.
На 14 януари Александър Лукашенко стартира кампания срещу изграждането на Северноевропейския газопровод, наричайки го „най-идиотският проект в историята на Русия“.
На 15 януари Владимир Путин в присъствието на телевизионни журналисти се среща с членове на руското правителство и им благодари за резултатите постигнати след преговорите с Беларус. Според него в хода на преговорите са били „достигнати приемливи компромиси и за двете страни … като основен резултат от преговорите е преминаването към пазарни отношения с нашите беларуски партньори, предимно в енергийния сектор.“ Путин заявява, че Русия ще продължи „пряка или мълчалива подкрепа на беларуската икономика“ – през 2007 г. тя ще бъде „на газ от около 3,3 милиарда щатски долара, и петрол и нефтородукти – 2,5 милиарда щатски долара“.
На 23 януари Александър Лукашенко възлага на правителството да възстанови беларуските загубите от $3,5 милиарда в резултат на повишаващите се цени на природния газ и въвеждането на мита върху доставения петрол за Беларус, „Всички споразумения за нефт и газ са неизгодни за нас в сравнение с миналата година … без суетене и амбиции, на принципа на международното право, ние също трябва да поискаме да ни платят … Беларус трябва да накара Русия да плати за земята, върху която са разположени руските експортни тръбопроводи: газопровода Ямал-Европа, петролопродуктопровода Запад-Транснефтепродукт, газопровода на Белтрансгаз, разпределителните мрежи Белтопгаз и нефтопровода Дружба (според данни на беларуското правителство, тръбопроводите заемат 40 хил. хектара земя).“
Според съобщения в медиите, промените в митническите разпоредби за руски компании са причина за неизгодното транзитиране на петрол за преработка в беларуските петролни рафинерии. Според запознати обемът на преработката е намалял почти два пъти. Във връзка с това, беларуското правителство обмисля процентно увеличение за транзита на нефт през Беларус за компании, които отказват да го обработват в Беларус.
В същото време Александър Лукашенко възлага на правителството да проучи възможността за петролни доставки на Беларус през Балтийски пристанища и петролопровода Вентспилс – Новополоцк в реверсивен режим. Вярно е, че аналитиците смятат, че Беларус прави тези изявления, само с цел да затвърди позицията си при преговорите си с Русия. Според изчисленията на беларуски специалисти за превод на газопровода в реверсивен режим ще са необходими 2,5 години, а модернизацията на газопровода ще струва между $15 – 30 млн.
Друга заръка на Александър Лукашенко е създаването през първата половина на 2007 г. на държавна компания, която ще се занимава със закупуването на суров петрол и продажба на петролни продукти.
На 24 януари ръководителят на Граничната служба на РФ Владимир Проничев дава реч по време на Съвета на федерацията, като нарича неохраняваната руско-беларуска граница „вратичка за терористи“ и говори за необходимостта от нейното укрепване: „Появила се е една дупка, която се използва от граждани на трети страни, които емигрират незаконно от Беларус за Русия“.
На 26 януари Александър Лукашенко, в поредното си публично изявление, обвинява руските ръководство, че „политиката на Русия е насочена към унищожаване на стремежите на беларуския народ и ръководството на Беларус и Русия да живеят в съюз. Това не е започнало вчера или през 2004 г., когато на 25 градуса студ ни прекъснаха газоподаването. Това винаги е съществувало след разпадането на Съветския съюз.“
Същия ден той обвинява руските петролни компании в завишаване цената на петрол за беларуските рафинерии и заплашва да наложи допълнителни мита върху транзитния петрол към Европа за онези компании, „които ще предлагат подобни договори на такива цени“.
На 29 януари е публикувано интервю с Александър Лукашенко от водещ германски вестник Die Welt. В него беларуският президент казва:
| „ | Имаме нужда от инвеститори от Европа и САЩ. Аз не искам нови спорове с ЕС. Точно обратното, ние се нуждаем от ЕС като партньор в диверсификацията на нашата енергийна политика … Ние се стремим към това ЕС да отвори вътрешния си пазар за нашите продукти – така бихме могли да се конкурираме помежду си … Бих искал един ден Беларус да изглеждат така, както изглеждат днес Германия или Швеция. Но до този момент от Запад получаваме само удари под кръста. Дойде време да се използват нови възможности за сътрудничество. Нека да започнем един открит и честен диалог. | “ |

#### Февруари
На 1 февруари Владимир Путин заявява на пресконференция, че дава разпореждане на Транснефт да разшири капацитета на терминала за претоварване на петрол в Балтийската тръбопроводната система в Приморск (Ленинградска област) до 50 милиона тона – по думите му, така Русия търси начини за директен достъп до потребителите на енергоресурси в Западна Европа (заобикаляйки Беларус). Предполага се, че новият газопровод, който заобикаля Беларус ще бъде запълнен с този петрол, който е предназначен за износ към Европа с транзит по тръбопровода Дружба.
На 7 февруари агенция Ройтерс публикува интервю на Александър Лукашенко, в което той заявява, че с действията си Русия нанася на Беларус ущърб в размер на $5 милиарда евро годишно. Той депозира и намерението си да се получи компенсация, като предлага на Русия да плати за всички услуги, които Беларус предоставя безплатно (по думите на Лукашенко това е транзита на руски стоки през територията на Беларус) военно сътрудничество и охрана на теририториалните граници с Русия.
Според Александър Лукашенко „ще се намерят компании, които ще дойдат в нашите предприятия със свой петрол … ще доставят петрол, ще произведат нефтопродукти и ще ги продават в Беларус, Украйна и Европа“, в резултат на което Русия ще загуби своите „традиционни високодоходни европейски пазари.“
По думите на Лукашенко, Русия „без никаква причина вече се е записала като водеща сила в света“, нейното агресивно поведение „е опасно не само за Беларус“. Президентът на Беларус посочва, че едностранната ориентация само към Москва е била грешка – и все пак той е готов да се откаже от претенциите си към Русия, ако Москва премахне претенциите си към Беларус и „се върне към онези принципи на сътрудничество, на които сме се позовавали … Признавам грешките и недостатъците на нашата външна политика, това, че се оказа еднопосочна, ориентирана към Русия. И ние всъщност загубихме позициите си на Запад. Ние стояхме на един крак, а трябва да стоим на два“. При това Лукашенко не възнамерява да приеме исканията на Запада: „Досега, всички изисквания към Беларус в крайна сметка се свеждат до това, че ние трябва да унищожим нашата политическа система, и се подразбира, че сегашният президент е нелегитимен и трябва да подаде оставка. Какво право има Западът да го изисква?“.
На 7 февруари беларуският опозиционен лидер Александър Милинкевич, публикува отворено писмо до Лукашенко, в което му предлога подкрепа в борбата си с Русия за „запазване на независимостта на Беларус.“ В замяна на това Милинкевич предлага на Лукашенко да освободи дисидентите и заедно да отпразнуват Деня за провъзгласяване на Беларус като Народна република на 25 март.

#### Март
По време на посещението си в Беларус председателят на правителството Михаил Фрадков на заседание на правителството на Съюзната държава между Беларус и Русия подписва редица важни документи, основен сред които е документът за търговско-икономическо споразумение между тях.

### 2009
Издаденият от страна на Русия заем за Беларус служи като причина за редица верижни взаимни обвинения между руската и беларуската страна. В частност на 28 май 2009 г. руският министър на финансите Алексей Кудрин заявва, че Беларус може да да се окаже неплатежоспособна страна през 2010 година. По-късно президентът Александър Лукашенко сравнява Кудрин с беларуските опозиционни лидери и го съветва да се „лекува“: „Той напълно се е консолидирал с нашите малоумници, които говорят глупости за сметка на западни пари и ни учат как да работим“ – отбелязва Лукашенко на среща по въпросите за социално-икономическото развитие. „Не се получава с Русия – няма нужда от поклонничество, да се ходи там, да се реве, да се вика, трябва да се търси щастието в други точка на света. Казвам това съзнателно пред обществеността. Вчера наблюдавахме интересна ситуация, когато президентът на Беларус седеше до Владимир Путин и абсолютно приятелски обсъждат както частни, така и правителствени въпроси. И дискусия протичаше съвсем нормално“ – каза Александър Лукашенко.
От 6 юни се разразява така наречената „млечна война“, когато Федералната служба за надзор и защита на потребителите забранява вноса на много видове млечни продукти от Беларус в Русия поради липса на съответна документация. В същото време много от беларуските производители на мляко твърдят, че са били сертифицирани. Други експерти смятат, че „млечната война“ е планирана за преразпределение на беларуската индустрия за месо и млечни продукти.
На 11 юни Владимир Путин заявява, че Русия и Беларус се споразумяват за доставките на мляко.
Поради разразилия се конфликт, президентът на Беларус не участва в сесията на ОДКС в Москва на 14 юни, като обяснява, че е нецелесъобразно обсъждането на подобен род въпроси за военно-политическата сигурност по време на пряка заплаха за икономическата сигурност на страната. В този случай Минск официално заявява, че взетите решения от организацията, по-специално, за създаването на Колективни сили за бързо реагиране, са недействителни.
Също така през тези дни се взима решение – във възможно най-кратки срокове да се въведат елементи за митническа и гранична защита на границата с Русия, които вече съществуват от руската страна.
Въпреки факта че Владимир Путин по-рано обявява постигането на споразумение за доставките на беларуски млечни продукти, конфликтът продължава. Чак на 17 юни Генадий Онишченко обявява края на „млечната война“. В същия ден става известно, че руският газов монополист Газпром иска от Белтрансгаз да върне 231 милиона долара – разликата, която не била преизчислена заради устното споразумение на Александър Лукашенко и Дмитрий Медведев за доставките на руски газ с отстъпка в цената от $150 за 1000 куб. м.

### 2010
През юли 2010 г. започва да функционира Митническият съюз на Беларус, Казахстан и Русия. Според някои оценки Митническият съюз ще стимулира икономическото развитие и може да предостави допълнително 15% към БВП на държави участнички до 2015 г.
През втората половина на 2010 г. е настъпило значително влошаване в отношенията между ръководството на Русия и президента Лукашенко.

### 2011
През април 2011 г. Беларус оттегля от икономическия съд на ОНД повдигнатото обвинение срещу Русия за събирането на митата на петролните продукти.

### 2020
В перспектива опасностите за режима във вътрешен план произлизат от липсата на желание за каквито и да са демократични икономически, социални и политически реформи, ограниченията на мобилността на населението и засилването на авторитарните методи за управление. Не са по-малки и опасностите за режима във външен план, като голямата заплаха са именно отношенията с Русия, съседните страни-членки на НАТО и ЕС, новата политика на САЩ и Китай в Евразия. Всички тези пълзящи промени във вътрешен и външен план доведоха до това, че се осъществиха сериозни промени в ценностните ориентации и настроения на беларуското общество, които водят неминуемо към стремителен спад в емоционалната подкрепа на режима и до избледняване на харизмата на Лукашенко както и до намаление на тази част от населението, която осъществява инструменталното поддържане на режима. По този начин в последно време се наблюдава чувствително намаляване на потенциала, който би могъл да гарантира необезпокояваното господство на режима на Лукашенко в Беларус. В случай, че се осъществи и консолидация на демократическите сили в страната, тогава едноличният му режим ще се сблъска в обозримо бъдеще с непреодолими проблеми и пред Беларус бързо ще се открие възможност за демократично развитие и европейска интеграция. В същото време нараства заплахата от присъединяването на Беларус към Русия, което ще я преърне само в един регион с насъщните си проблеми с демокрацията и правата на човека, но с друг вид авторитарна власт. Поради това единственият път на Беларус към демократично развитие и увеличаване на благосъстоянието на народа е чрез запазването и укрепването на националната ѝ независимост.